# Stjepan Miletić
Stjepan Miletić (Zágráb, 1868. március 24. – München, 1908. szeptember 8.) horvát színházi rendező, színikritikus, irodalmár, a zágrábi Horvát Nemzeti Színház intendánsa.

## Családja és ifjúsága
Az ifjabb Stjepan Miletić 1868-ban született Zágrábban, nemesi családban. Bécsben tanult filozófiát, és ott szerezte meg doktorátusát is.
A Miletićek egy ismert zenggi (horvátul: Senj) uszkók nemesi család sarjai voltak. A família származását a bosznia-hercegovinai Vitez városáig vezette vissza. A családnak két ága ismert: a zenggi és a petrinjai.
A Miletićek jelentős pozíciót foglaltak el és fontos szerepet töltöttek be Zengg város történelmében, többségükben neves katonák, bírák vagy egyházi méltóságok voltak. A család néhány tagja a zenggiek bécsi küldöttségeinek is a tagja volt.
A família legkorábbi írásos említése egy katonai állományjegyzékből való, amelyben megneveztek egy Mihovil Miletić nevű tisztet havi nyolcforintos zsolddal. Ismert még Vid Miletić bíró neve is, aki a Vukasović nemesi család elleni 1698-as folyamodvány aláírója volt. Ugyancsak ez a vezetéknév tűnik fel egy domborműves kőcímeren is a zenggi nemes és főesperes, Dominika Miletić síremlékén a helyi Szent Ferenc templomban. Emellett ismert még a család címere a Gabrijel Miletićnek kiállított nemesi adománylevéből is 1817-ből, amelyik néhány részletében eltér Dominika Miletić 1641-es címerétől.
A nemesi család már említett zenggi és petrinjai nemzetsége mellett ismert még a Miletićek nem nemesi része is a bunyevác Krmpoćanok ágában. Ők a 17. század elején telepedtek le Ledenica, Klenovica, Krmpote, Podgorje, Karlobag és Lika környékén, ahol leszármazottaik ma is igen nagy számban élnek.

## Pályafutása és munkássága
Stjepan Miletić ifjú éveitől kezdve folyamatosan írt irodalmi és színházi kritikákat, valamint színműveket, amelyeket Zágrábban be is mutattak. Miután 1894. február 11-én átvette a zágrábi Horvát Nemzeti Színház (Hrvatsko Narodno Kazalište; vagyis a rövidítésben használt nevén: HNK) irányítását, több jelentős adminisztratív, műszaki és művészeti újítást vezetett be, s ezért is tartják őt a horvát színjátszás egyik legnagyobb reformerének. Ő honosította az intézményben az intendáns funkcióját, az elektromos világítást, felújította az operajátszást, megszervezte az első horvátországi színitanodát.
A vezetése alatt megkezdett második évadban, 1895. október 14-én új épületbe költöztette a HNK-t.
Mindössze négy évadon át állt a színház élén, s mégis kitörölhetetlen nyomot hagyott nemcsak annak életében, de a horvát színjátszás történetében is. Gazdag ember lévén, igen sok pénzt költött a színházra, ami egyúttal lehetőséget adott neki arra is, hogy önállóan, és többnyire zavartalanul véghezvigye színházpolitikai elképzeléseit, s nem függött az állami támogatásoktól, dotációktól.
A nyelvápoláson (nyelvi tisztaságon), a játékstílus modernizálásán, a zágrábi színház repertoárjának fejlesztésén végzett munkáját később a memoárszerű, illetve elemző jellegű kötetében foglalta össze 1904-ben Horvát színjátszás (Hrvatsko glumište) címmel.
Több drámai művet és librettót is írt. Tisztelői joggal tartják őt a horvát színjátszás megteremtőjének, megalapozójának.

## Irodalmi és közéleti tevékenysége
Stjepan Miletić ajándékozta Zágrábnak a Preradović-emlékművet, amelyik ma is látható a fővárosban, a 17. századi horvát költőről, műfordítóról és katonáról, Petar Preradovićról elnevezett téren.
Miletić több színművet írt a legkülönfélébb műfajokban: komédiákat, tragédiákat, bohózatokat. Az irodalomtörténet négy fontosabb drámáját jegyzi, amelyekből magyar fordítás nem készült. Ezek eredeti címen a következők: Grof Paližna, Boleslav, Tomislav, Pribina.
Ezen kívül Stjepan Miletić lírai költemények szerzője is volt.

## Leszármazottai
Stjepan Miletić fia, Oktavijan Miletić, a kiváló operatőr, a horvát (és a korabeli jugoszláv) filmgyártás úttörője volt, és Lisinski címmel 1944-ben ő rendezte az első horvát hangosfilmet is.

## Halála
Stjepan Miletić 1908. szeptember 8-án hunyt el Münchenben. Földi maradványait a Mirogoj nevű zágrábi központi temetőbe szállították, ahol a Miletićek családi sírboltjában 1908. szeptember 13-án helyezték örök nyugalomra.

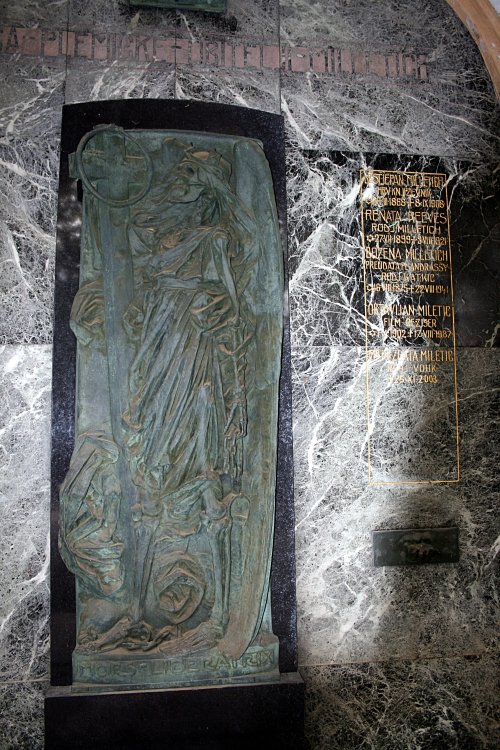
A Miletićek családi sírhelye a zágrábi Mirogoj temetőben